# 日本プロレス中継
日本プロレス中継（にほんぷろれすちゅうけい、代表的な旧題は「三菱ダイヤモンドアワー プロレスリング中継」）は、1954年2月19日から1972年7月14日まで、日本テレビ放送網（日本テレビ）が制作・放映していたプロレス中継番組。日本プロレスの試合を中継していた。
タイトルや放送形態は時期によって変わっており、1957年7月からは三菱電機一社提供（末期は複数社提供）で放送された。

## 歴史

### 創成期
- 1954年2月19日に、この日より3日間にわたって蔵前国技館で行われた、日本プロレス協会の旗揚げ戦を 『力道山・木村政彦対シャープ兄弟プロレス実況』としてNHKと並行して19:30 - 21:00に生中継で放送[1]。当時日本テレビにはテレビカメラが2台しかなく、1台をリングサイドに、もう1台を放送席後ろの枡席に配置していた。当日のスポンサーは明治製菓であったが、スタッフは明治製菓の生コマーシャルを行う事を忘れ、翌日明治製菓本社へ謝罪に行ったという[2]。

これが日本テレビの初の中継となった。以後、不定期にプロレス中継を放送する。
当初は定期的な中継枠は作らず、主要な試合のみを、特別に枠を設けて生中継を行うスタイルだった。提供スポンサーもその都度変わっていた。
（上記に先駆けて、1954年2月16日19:45 - 20:15には、『プロ・レスリングの見どころ』という番組を放送した。当時のテレビ欄には「解説・伊集院浩、実演・木村政彦、力道山」〔原文まま〕とあり、「プロレス映画を上映し、力道山、木村選手らによる解説を行った」と社史にはある）
- 1954年12月22日、昭和の巌流島と言われる力道山VS木村政彦を、NHKと並行放送で生中継[1]。
- 1956年7月23日、この日行われた蔵前国技館大会を、日本テレビ・KRテレビ（現在：TBS）・NHKの3局で生中継[1]。
- 1957年2月15日、力道山はルー・テーズを招聘した上で、NWA世界ヘビー選手権を日本で開催すべく渡米し、正式契約を交わし5月16日に帰国。日本テレビとKRテレビとの間でテーズVS力道山とのNWA世界ヘビー選手権における主催や放映権を巡って争奪戦となったが（KRテレビは八欧電機〈現在：富士通ゼネラル〉がスポンサーに付いていた）、最終的に力道山は日本テレビを選択し、KRテレビ並びに八欧電機とは絶縁[3]。
- 1957年6月15日から、日本テレビのみで『プロレス・ファイトメン・アワー』のタイトルで、週1回の定期番組を開始。

土曜17時台からの1時間枠で、若手選手の育成と、スポーツとしてのプロレスの人気の高揚をはかることを目的とした。従って主に放映されたのは、東京・日本橋浪花町の日本プロレス・センターで行われる、若手選手の試合や、力道山の「練習試合」などであった。
この『ファイトメン・アワー』は当初、諸般の事情で提供なしで始まったが、同年7月第3週から三菱電機がスポンサーに付いた。
ただし、タイトル戦などの主要な試合は相変わらず、特別枠を設けての放映という形をとった。折から各地に民放テレビが開局し始め、この特別枠の中継を同時ネットする地方局も出始めた。
- 1957年10月7日、テーズVS力道山とのNWA世界ヘビー選手権試合を後楽園球場から中継。視聴率は87.0%（電通調べ）を記録する。放送に関しては、当日夕方に急遽決定したという[3]。

### 『三菱ダイヤモンド・アワー』へ内包、「金8枠」定着
- 1958年8月29日から、外国テレビ映画『ディズニーランド』の第1回より、三菱電機提供による金曜20時台枠『三菱ダイヤモンド・アワー』が開始される。

翌週の9月5日、これと同じ枠で、蔵前国技館で行われた力道山出場の「国際試合第1日」を生中継（力道山&ジョニー・バレンドVSスカイ・ハイ・リー&ドン・レオ・ジョナサン）。
これが第1回となり、以降、『プロレスリング中継』のタイトル（ただし初期は『テレビ中継・プロレス国際大試合』）で、隔週でテレビ中継を行っていく。
ここに本格的に、定期中継番組の体制が整う。
当初は外国テレビ映画『ディズニーランド』（前述）との1週交代での放映。またネットを含めた放映局は、日本テレビ・読売テレビ ・西日本放送 ・テレビ西日本のわずかに4局のみだった。
- 1959年4月17日には、プロレスリングのカラー初中継を行う[4]。
- 1959年10月2日、日本テレビスタジオにおいて、初のテレビスタジオからのプロレス中継を開催[5]。
- 1961年8月25日、前述の 『ディズニーランド』を放映する週において、金曜22時台の枠を新設した。

（1961年9月までは23:00 - 23:45、10月以後は22:30 - 23:15→22:20 - 23:15）
これで毎週『プロレスリング中継』が放映される形となった。
この枠は、開場したばかりのリキ・スポーツパレスでの試合を中心にした、録画中継が主体。
録画中継ということからか、この枠の新設を機に、『プロレスリング中継』の時差ネットを始めた地方局もあった。特に、この当時は実質的に地方局が1局しかなく、オープンネットであった影響から、地方局の大半は「三菱ダイヤモンドアワー」として放送されたものを含め、金曜8時にプロレス中継を実施する局が多かった。
- 1962年4月23日（当日は月曜日であったが、特番枠で放送）、カラー放送が実施されていた初期のころ、力道山VSフレッド・ブラッシーの試合中に対戦相手が流血する事故があり、それを見ていた老人3名が、4月27日にも、グレート東郷VSブラッシーの試合中に東郷が流血した場面が放送され、それを見ていた老人3名がそれぞれショック死（実際には2試合合計で20人前後がショック死したとされる）する事故があった（この2試合はモノクロで放映された）。この影響で日本テレビは場外乱闘や流血シーンの放映のアップを避けるようになった他、カラー放送は一時自粛することになる[6]。
- 1963年5月24日に放送された「WWA世界選手権・ザ・デストロイヤー対力道山」（21:15まで延長放送）は、関東地区で視聴率64.0%（ビデオリサーチ調べ）を記録し[7]、これは現在に至るまで日本テレビの史上最高視聴率となっている。
- 1963年10月より20:56 - 21:00枠（日曜日は90分番組『日曜ロードショー』のため21:26 - 21:30）に『NNNニューススポット』が設置されたため、『ディズニーランド』と共に放送時間が4分短縮。
- 1963年12月15日に力道山が急逝し、2日後の12月17日に日本テレビ、日本プロレス、三菱電機、博報堂の4社会談が行われ、『日本プロレス中継』を継続することを決定。放映権料は1回150万円を維持（他に契約更改料として100万円が日本テレビから支払われていた）[7]。
- 1964年1月31日、前述の流血場面放映による視聴者ショック死事故以来、自粛していたカラー放送を再開[8]。
- 1968年1月3日、国際プロレス（当時はTBSプロレス）との興行戦争（「隅田川決戦」）となった蔵前国技館大会を17:30から特番枠で生中継（ジャイアント馬場VSクラッシャー・リソワスキーのインターナショナル・ヘビー級王座戦など）。この頃の放映権料は1回あたり約200万円であった[9]。プロレス中継は、日本テレビvsTBSテレビとの対立時代に突入する。

### 毎週「金8枠」放送へ
- 1968年1月19日（22:15から放送）と1月26日放送分（20:00から放送）の視聴率が、『TWWAプロレス中継』よりも下回ったため、日本テレビは2月16日限りで「ディズニーランド」を『三菱ダイヤモンドアワー』枠（金曜20時台枠）から離脱させ、2月23日から『三菱ダイヤモンドアワー』枠をプロレス中継のみとすることを緊急会議で決定した[10]。
- 1968年2月16日、隔週金曜22時台の45分枠が廃止された。隔週金曜22時台最後の放送は、当日に行われた後楽園ホールからの録画中継。当日はディック・ザ・ブルーザー、バディ・オースチン、ハーリー・レイス、ディック・マードック、テネシー・レベル、バロン・シクルナも参戦する予定であったが、外国人選手が搭乗した航空便が雪により東京国際空港への着陸が不可能となり、千歳空港へダイバートしたため、当日は外国人選手の参加が不可能となった。そのため、日本陣営のみでカードを組み、メインイベントのジャイアント馬場VS吉村道明はアントニオ猪木がレフェリーを務めた（当日猪木は試合に出場せず）[11][12]。
- 1968年2月23日、毎週金曜20:00にプロレス中継が定着する。
- 1968年11月22日、大学紛争の影響で日本プロレスの後楽園ホールでの興行が中止されたため、日本テレビ旧麹町本社社屋に在った第10スタジオにリングを設置してスタジオテレビマッチを開催した[13]。
- 1969年3月 - 4月、グレート東郷による新団体設立を阻止すべく、日本プロレスが日本テレビに対してNET（現在：テレビ朝日）における日本プロレスの中継放送開始を打診。日本テレビは、NETでの放送に対して「ジャイアント馬場および坂口征二の試合を放映しない」「ワールド大リーグ戦の試合を放映しない」「 インターナショナルヘビー級選手権試合およびインターナショナルタッグ選手権試合を放送しない」ことを条件付に日本プロレスの中継放送を許可する[14]。
- 1969年7月2日からNETにおいて、『NETワールドプロレスリング』が水曜21:00 - 21:56（1970年4月に月曜20:00 ~ 20:56に移動すると同時に坂口の出場試合も放送解禁）の時間帯で開始。前述の通り日本テレビはNETとの2局間協定で、馬場と坂口の試合やワールドリーグ戦などのビッグマッチの放映権は維持した一方で、猪木と大木金太郎の試合は前述のビッグマッチ以外は、原則NETテレビに移行されることになった（ワールドプロレスリング#日本プロレス中継時代も参照）。
- 1969年途中（正式年月日不詳）、『プロレスリング中継』から『日本プロレス中継』に番組タイトルを変更。

### 実況中継終了
- 1971年12月13日、日本プロレスが猪木を除名処分することを発表。日本テレビは同年12月31日に後楽園ホールからの生中継を放送することによって、日本プロレス内部の混乱の収拾に努めたが、当日の視聴率は『第13回日本レコード大賞』（TBS）の影響で、平均よりも低い15.4%であった[15]。
- 1972年1月、NETが日本プロレスに対し、NETが放送する試合における馬場の試合出場を要求。日本プロレスは日本テレビとの交渉を開始するが、日本テレビは拒否の姿勢を貫いた[15]。
- 1972年3月、日本プロレスと日本テレビとの間でテレビ放送に関する契約更改交渉が行われたが、契約更改の席でも日本テレビは、馬場のNETが放送する試合への出場拒否の姿勢を変えぬまま、テレビ中継に関する契約も更改しなかった[15]。

その後の日本テレビと日本プロレスとの話し合いも、馬場の日本テレビ独占契約の解釈をめぐり、「継続中」とする日本テレビと、「終了」とする日本プロレスとで、平行線をたどった。いよいよ日本テレビは、強硬手段をとるに至る。
新日本プロレスを旗揚げした猪木も同時期に、日本テレビから1972年夏からの新日本プロレス中継開始の打診を受けていた事を明かした他（後に断念）、「日本テレビは『日本プロレス中継』を打ち切るだろう」と爆弾発言し、マスコミも本番組の動向に目を向けるようになる。
- 1972年4月1日、日本プロレスの取締役会にて、同年4月1日以降の馬場のNET中継試合出場が、賛成10・反対1で可決し（馬場も取締役だったが、唯一反対票を投じた）、同時に長谷川淳三が1972年4月3日放送の新潟市体育館大会の『ワールドプロレスリング』生中継からNETが放送する試合に登場させることを発表[15]。
- 1972年4月3日、NET『ワールドプロレスリング』新潟大会の生中継において『ジャイアント馬場初登場』と銘打ち、馬場の出場した試合（馬場&坂口の東京タワーズvsディック・マードック&マイティ・ブルータス）を放送[15]。
- 1972年4月4日、日本テレビが東京地裁に、馬場のNET中継試合への出場を禁ずる仮処分申請を提出[15]。
- 1972年4月末、日本プロレスが同年4月20日以降も日本テレビとの会談に応じなかったため、日本テレビはスポンサーである三菱電機との協議の末、三菱電機がスポンサー降板を即決で決定した上で、実況中継を打ち切ることを決定[15][17]。
- 1972年5月12日、第14回ワールド大リーグ戦決勝戦（馬場対ゴリラ・モンスーン戦ほか、東京体育館）を生中継。

最終的には全国31局ネットで、島根県・岡山県を除く44都道府県と当時アメリカ施政権下の沖縄での放送となった。また番組スポンサーも、三菱電機だけでなく、鈴木自動車、久保田鉄工が付く複数社スポンサーとなっていた。
- 日本テレビは1972年5月15日に記者会見で、1972年5月12日放送を以って定期中継の打ち切りを正式発表し、18年3か月続いた日本テレビにおける日本プロレス中継は幕を下ろした。打ち切り会見で日本テレビは、日本プロレス首脳陣を糾弾した。最終的に日本テレビは、日本プロレスよりも、メインスポンサーであった三菱電機を選択した格好となった[17][20][21]。

## 『日本プロレス選手権特集』
- 日本テレビにおける日本プロレス実況中継が終了した翌週の1972年5月19日より、過去の日本プロレスの名勝負を振り返る『日本プロレス選手権特集』と銘打ったアーカイブ番組を開始し、7月14日まで全9回放送された。『日本プロレス選手権特集』終了と同時に『全日本プロレス中継』開始までの3か月間日本テレビからプロレス番組が消滅することとなったと同時に、『三菱ダイヤモンド・アワー』も終了した。

### 放送リスト
| 放送日        | サブタイトル                                          | 放送カード                                                                              |
| ------------- | ----------------------------------------------------- | --------------------------------------------------------------------------------------- |
| 1972年5月19日 | 日本三大チャンピオン4の字攻防戦                       | ザ・デストロイヤーvs力道山 デストロイヤーvs豊登 他                                      |
| 1972年5月26日 | 無法者コンビが挑戦 馬場流血のインタ防衛戦             | ジャイアント馬場vsディック・ザ・ブルーザー 馬場vsクラッシャー・リソワスキー             |
| 1972年6月2日  | 恐怖鉄の爪迫る 馬場・エリック宿命の血闘!              | 馬場vsフリッツ・フォン・エリック （日本武道館・ロサンゼルス・愛知県体育館）             |
| 1972年6月9日  | 華麗なる技と鉄の爪の恐怖 ～昭和46年選手権ハイライト～ | 馬場&アントニオ猪木vsミル・マスカラス&スパイロス・アリオン 他                           |
| 1972年6月16日 | ワールドリーグ戦史～力道山から馬場まで                | 力道山vsレオ・ノメリーニ 豊登vsジン・キニスキー 馬場vsボボ・ブラジル                    |
| 1972年6月23日 | 若きNWA王者 日本マットで白熱の技応酬                  | ドリー・ファンク・ジュニアvs馬場 馬場&猪木vsドリー・ファンク・ジュニア&テリー・ファンク |
| 1972年6月30日 | インタータッグ危うし! 無法者パワーコンビ続いて来襲    | 馬場&猪木vsブルーザー&キラー・コワルスキー 馬場&猪木vsキニスキー&ジョニー・バレンタイン |
| 1972年7月7日  | 馬場王座奪回なるか! 人間発電所 黒い魔神と相次ぐ死闘   | 馬場vsブルーノ・サンマルチノ 馬場vsブラジル                                             |
| 1972年7月14日 | 荒法師キニスキー旋風 荒れる馬場と因縁のインタ争奪戦   | 馬場vsキニスキー （「馬場タイトル喪失」「馬場敵地で王座奪回」）                         |

## 番組終了後
- 日本テレビにおける実況中継打ち切り記者会見当日である1972年5月15日からの日本プロレス実況中継はNETテレビの独占放送となった。日本テレビにおける実況中継打ち切り記者会見当日には、日本プロレスも芳の里社長と日本プロレス協会会長であった平井義一が日本テレビに対する反論会見を行い[20]、,同年7月28日からは『日本プロレス中継』なき後の「金8枠」に『NET日本プロレスリング中継』という日本プロレスの中継枠を新設した際も、「馬場と坂口の新エースコンビを軸にして、日テレの中継がなくてもやっていける」と楽観視するなど、日本プロレス幹部の危機管理は皆無だった[22]。
- 日本テレビは馬場と猪木の二者択一を迫られたが、最終的に日本テレビは馬場を選択した。馬場は日本テレビにおける実況中継打ち切り直後の1972年5月下旬から本番組プロデューサーであった原章の仲介で、小林與三次社長との極秘会談を開始した上で、新団体（全日本プロレス）の設立準備に取り掛かった。馬場は8月18日に日本プロレスを退団し、9月9日には全日本プロレスを設立し、10月7日からは『全日本プロレス中継』がスタートした[23][16]。
- 一方の『NETワールドプロレスリング』『NET日本プロレスリング中継』は、本番組終了や馬場の日本プロレス離脱が決定打となり、視聴率や日本プロレスの観客数が低下。9月25日をもって月曜日・金曜日の週2回放送が終了し、9月29日からは「金8枠」に統合のうえ『NET日本プロレスリング中継』にタイトルを一本化した上で坂口をメインイベンターとして放送したが、NETは同時期に新日本プロレスとの間で中継開始交渉を開始し、NETが1973年3月9日に新日本プロレス中継開始を正式発表したため、3月30日をもって『NET日本プロレスリング中継』は打ち切られた。
- この日本プロレス時代の、主に力道山、ジャイアント馬場、アントニオ猪木などの試合については、「至高の昭和プロレス名勝負列伝 ～伝説の貴重映像～」と題して、日テレジータス[24]で随時アーカイブが放送されている。

## 実況アナウンサー
- 佐土一正（1954年 - 1963年?）
- 越智正典（1954年 - ?）
- 江本三千年（1954年 - ?）
- 大平和夫（1957年 - ?）
- 志生野温夫（ファイトメンアワー担当）
- 本多当一郎
- 清水一郎（1957年 - 1972年、「日本プロレス中継」終了後、「全日本プロレス中継」の実況を1978年まで務める）
- 徳光和夫（1964年 - 1972年、「日本プロレス中継」終了後、「全日本プロレス中継」の実況も務める）
  - 日本最初の日本テレビによるプロレス中継、シャープ兄弟戦中継放送（1954年2月19日 - 2月21日の3日間）を初日・佐土、2日目・越智、3日目・江本の各アナウンサーが実況担当で、解説は田鶴浜弘が務めた。

## 主な解説者
- 伊集院浩
- 田鶴浜弘
- 岩田浩
- 芳の里淳三
- 山田隆

## ネット局
系列は放送終了時の系列（打ち切り時はネット打ち切り時の系列）。
◎は『全日本プロレス中継』→『プロレスリング・ノア中継』も日本テレビ系プロレス中継のネットを継続した局。○は『全日本プロレス中継』も日本テレビ系プロレス中継のネットを継続した局。△は本番組終了時のネット局でなおかつ『全日本プロレス中継』の放映権が同一地域の他局へ移行した局。▲は本番組終了時点でNET『NETワールドプロレスリング』もネットしていた局。
| 放送対象地域   | 放送局         | 系列                                        | 備考                                                    |
| -------------- | -------------- | ------------------------------------------- | ------------------------------------------------------- |
| 関東広域圏     | 日本テレビ     | 日本テレビ系列                              | 制作局                                                  |
| 北海道         | 北海道放送     | TBS系列                                     | 札幌テレビ開局まで                                      |
| 北海道         | 札幌テレビ     | 日本テレビ系列                              | ◎                                                       |
| 青森県         | 青森放送       | 日本テレビ系列                              | ◎                                                       |
| 岩手県         | テレビ岩手     | 日本テレビ系列 NETテレビ系列                | ◎▲1969年11月7日のサービス放送から                       |
| 宮城県         | 東北放送       | TBS系列                                     |                                                         |
| 宮城県         | 仙台放送       | フジテレビ系列 日本テレビ系列               | 1970年9月まで                                           |
| 宮城県         | ミヤギテレビ   | 日本テレビ系列 NETテレビ系列                | ◎▲1970年10月開局から                                    |
| 秋田県         | 秋田放送       | 日本テレビ系列                              | ◎                                                       |
| 山形県         | 山形放送       | 日本テレビ系列                              | ◎                                                       |
| 福島県         | 福島テレビ     | 日本テレビ系列                              | 1971年9月24日まで                                       |
| 福島県         | 福島中央テレビ | 日本テレビ系列 NETテレビ系列                | ◎▲1971年10月3日から                                     |
| 山梨県         | 山梨放送       | 日本テレビ系列                              | ○                                                       |
| 新潟県         | 新潟放送       | TBS系列                                     | 1962年10月より約1年間放送                               |
| 新潟県         | 新潟総合テレビ | フジテレビ系列 日本テレビ系列 NETテレビ系列 | ○▲1968年11月29日のサービス放送から - 番組終了まで       |
| 長野県         | 信越放送       | TBS系列                                     | ○                                                       |
| 静岡県         | 静岡放送       | TBS系列                                     | △▲1962年10月12日より開始                                |
| 中京広域圏     | 中部日本放送   | TBS系列                                     | 現在：CBCテレビ 1959年10月16日 - 1960年4月29日          |
| 中京広域圏     | 東海テレビ     | フジテレビ系列                              | 1961年8月27日 - 1962年3月25日                           |
| 中京広域圏     | 名古屋放送     | 日本テレビ系列 NETテレビ系列                | △1962年3月30日のサービス放送から                        |
| 富山県         | 北日本放送     | 日本テレビ系列                              | ◎▲                                                      |
| 石川県         | 北陸放送       | TBS系列                                     | ○                                                       |
| 福井県         | 福井放送       | 日本テレビ系列                              | ○▲                                                      |
| 京阪神大都市圏 | 大阪テレビ放送 | KRテレビ系列 日本テレビ系列                 | 現在：朝日放送テレビ 放送エリアは京阪神大都市圏のみ     |
| 近畿広域圏     | 読売テレビ     | 日本テレビ系列                              | ◎1958年8月開局から                                      |
| 鳥取県         | 日本海テレビ   | 日本テレビ系列                              | ◎当時の放送エリアは鳥取県のみ                           |
| 広島県         | 中国放送       | TBS系列                                     | 広島テレビの開局後も1969年9月26日まで継続               |
| 広島県         | 広島テレビ     | 日本テレビ系列 フジテレビ系列               | ◎1969年10月3日から                                      |
| 山口県         | 山口放送       | 日本テレビ系列                              | ◎                                                       |
| 香川県         | 西日本放送     | 日本テレビ系列                              | ◎当時の放送エリアは香川県のみ                           |
| 徳島県         | 四国放送       | 日本テレビ系列                              | ○▲                                                      |
| 愛媛県         | 南海放送       | 日本テレビ系列                              | ◎                                                       |
| 高知県         | 高知放送       | 日本テレビ系列                              | ◎                                                       |
| 福岡県         | RKB毎日放送    | TBS系列                                     |                                                         |
| 福岡県         | テレビ西日本   | 日本テレビ系列                              | 1964年9月にフジテレビ系へのネットチェンジにより打ち切り |
| 福岡県         | 福岡放送       | 日本テレビ系列                              | ◎1969年4月開局から                                      |
| 長崎県         | 長崎放送       | TBS系列                                     | ○▲                                                      |
| 熊本県         | 熊本放送       | TBS系列                                     | ○                                                       |
| 大分県         | テレビ大分     | 日本テレビ系列 フジテレビ系列 NETテレビ系列 | ○1970年4月開局から                                      |
| 宮崎県         | 宮崎放送       | TBS系列                                     | ○                                                       |
| 鹿児島県       | 南日本放送     | TBS系列                                     | ○                                                       |
| 琉球政府       | 琉球放送       | TBS系列                                     | ○当時は米国の施政下                                     |

### 備考

#### 遅れネットで放送していた局
金曜20時枠の中継に関しては、『ワールドプロレスリング』や『全日本プロレス中継』-『プロレスリング・ノア中継』などにみられるような、地方局での時差ネットがなく、「全国同一放送」（=全国同時ネット放送）だった。ただし、以下のような例外もあった。
- 名古屋放送

日本テレビとNETテレビとのクロスネット局であった同局は、編成の都合のため、1968年10月 - 12月の3か月間のみ、日曜16:00 - 16:56の枠に移動させた。
- 琉球放送

1960年代前期は、火曜20時からの放送だった。後年、日琉間マイクロネット回線開通に伴い、金曜20時に移動したが、日琉間マイクロネット回線の関係上、本土とは異なり最後までモノクロ放送だった。

#### その他
- 地方において民放テレビが続々と開局した、1950年代後半から1960年代前半にかけては、日本テレビとラジオ東京テレビ（現在：TBSテレビ）の両局が、今でいうネットワークを形成し始めた時期でもあり、各地方の民放テレビの先発局の多くは、日本テレビとラジオ東京テレビとの、どちらと番組ネット関係を組むのかという選択を迫られた。
- そんななかで日本テレビとのネット関係を選択した局は、その多くが、プロ野球やプロレスなど、人気の高いスポーツ中継に強いという点が決め手のひとつになった、と社史に記している（既にラジオ東京テレビ→JNNとのネットワークを組んでいた局でも、「プロレスリング中継」→本番組を同時ネットしたところもあった）。「プロレスリング中継」は、日本の民放のネットワークの形成にまで、貢献したコンテンツだったとも言える。
- 一方で、当該地域が1局時代にネットがなかった岩手・大分の2県と、放送が中断していた新潟・福岡の2県は、テレビ岩手・新潟総合テレビ・福岡放送・テレビ大分開局に伴う本番組開始までライバル団体であった国際プロレスの中継番組でなおかつ本番組より先に開始し、なおかつ1970年4月までモノクロビデオ放送だったTBS『TWWAプロレス中継』（岩手放送・新潟放送・RKB毎日放送・大分放送でそれぞれ放送）で我慢しざろう得なかった他、プロレス中継が『TWWAプロレス中継』のみであった島根・岡山の2県は最後まで放送がなく（『TWWAプロレス中継』は山陰放送・山陽放送で放送）、岡山県ではテレビ岡山開局で開始した『NETワールドプロレスリング』→『NET日本プロレス中継』で日本プロレスの試合が中継された一方で、島根県では岩手・新潟・福岡・大分の4県同様に『TWWAプロレス中継』で我慢しざろう得ず、日本プロレス崩壊まで日本プロレスの試合は中継はされなかった。この2県では日本海テレビと西日本放送の電波相互乗り入れに伴い、『全日本プロレス中継』から日本テレビ系プロレス番組の放送を開始している。[18]
- 本番組終了時のネット局の内、静岡放送と名古屋放送を除く各局は、そのまま『全日本プロレス中継』のネット局となったが[26]、一部クロスネット局と長崎放送を除く系列外局は『全日本プロレス中継』は遅れネットへ変更された。これにより、『全日本プロレス中継』以降完全に録画中継となった石川・宮崎・沖縄の3県は、本番組が唯一の日本テレビ系プロレス番組の実況生中継となった他、石川・沖縄の2県は本番組終了と同時に実況生中継で放送されるレギュラー放送のプロレス中継が消滅する事になってしまった[27]。

## 関連する放送番組
- 全日本プロレス中継→プロレスリング・ノア中継（後継番組）
- ワールドプロレスリング（テレビ朝日・現在も放送中）
- ディズニーランド：「三菱ダイヤモンド・アワー」時代に交代で放送された番組
- ファイティングパンチ→金曜夜席：金曜22時台の時代に交代で放送された番組

| 日本テレビ系 金曜20:00枠（1958.9 - 1972.7）                                        | 日本テレビ系 金曜20:00枠（1958.9 - 1972.7）                                                                              | 日本テレビ系 金曜20:00枠（1958.9 - 1972.7） |
| 前番組                                                                             | 番組名 | 次番組                                      |
| ---------------------------------------------------------------------------------- | --- | ------------------------------------------- |
| 金曜劇場・女流作家シリーズ （20:00 - 20:30）ビクター歌のパレード （20:30 - 21:00） | 日本プロレス中継 ↓ 日本プロレス選手権特集 ※三菱ダイヤモンド・アワーとして。 1968.2までは「ディズニーランド」と隔週で放映 | 太陽にほえろ! （本番組よりドラマ枠）        |
| 日本テレビ系 金曜20:56 - 21:00枠（1958.9 - 1963.9）                                | |                                             |
| ビクター歌のパレード （20:30 - 21:00）                                             | 日本プロレス中継 ↓ 日本プロレス選手権特集 【4分短縮して継続】                                                            | NNNニューススポット                         |
| 日本テレビ系 プロレス番組枠                                                        | |                                             |
| なし                                                                               | 日本プロレス中継 （1958.9 - 1972.5） ↓ 日本プロレス選手権特集 （1972.5 - 1972.7）                                        | 全日本プロレス中継 （1972.10 - 2000.6）     |